# Eicissus tenuifasciatus
Eicissus tenuifasciatus is een halfvleugelig insect uit de familie Epipygidae. De wetenschappelijke naam van deze soort is voor het eerst geldig gepubliceerd in 1921 door Jacobi.